# San Miguel de la Ribera
San Miguel de la Ribera es un municipio de la comarca de La Guareña ubicado en la provincia de Zamora, perteneciente a la comunidad autónoma de Castilla y León, España.
Tiene una superficie de 26,33 km² con una población de 356 habitantes y una densidad de 13,52 hab./km². Se encuentra asentada en la comarca agraria de La Guareña. Antiguamente se denominó «Aldea del Palo».

## Historia
En la Edad Media, San Miguel de la Ribera quedó integrado en el Reino de León, cuyos monarcas habrían acometido la repoblación de la localidad dentro del proceso repoblador llevado a cabo en la Guareña.

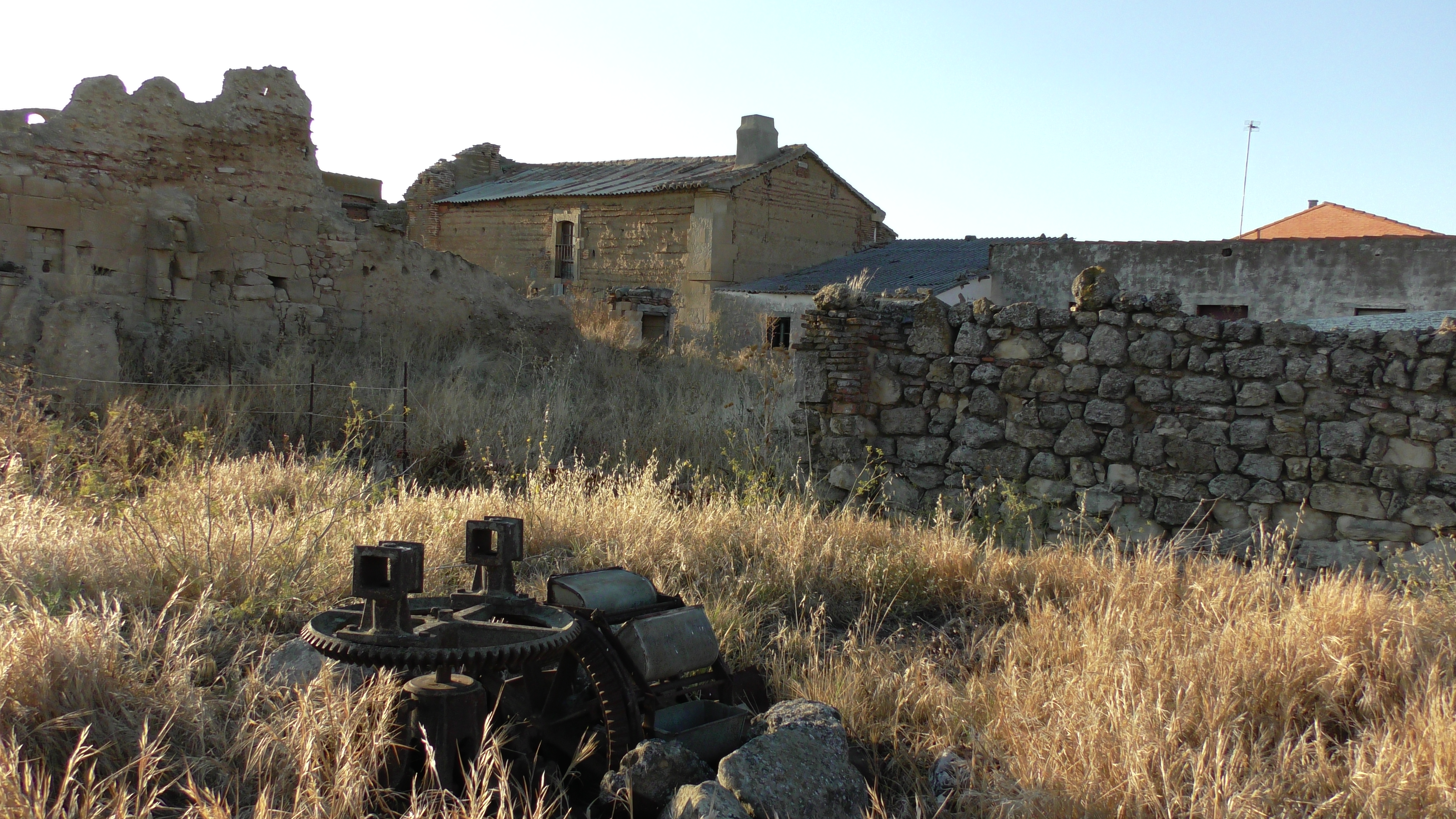
Restos del monasterio de San Pedro de Alcántara.

Junto al pueblo de San Miguel fue erigido un convento por San Pedro de Alcántara auspiciado por Santa Teresa de Jesús sobre la finca de Doña Guiomar de Ulloa. El convento y las casas en torno a él se conocen como "Aldea del Palo" dando nombre, por extensión, al resto del pueblo. En él se celebraron juicios inquisitoriales. En la novela de Delibes El hereje se refiere como el protagonista, Cipriano Salcedo, es prendido por la Inquisición en Aldea del Palo. Desde este convento surgen diversos pasadizos subterráneos con fines probablemente evasorios en caso de necesidad. La Santa abulense pernoctó en San Miguel de la Ribera en la antigua Casa del Mayorazgo sita en la calle del mismo nombre, y según la leyenda, al bajarse a beber agua a una fuente perdió los anillos conociéndose hoy la fuente como la Fuente de las Santanillas (Santas anillas).
Durante la Edad Moderna, San Miguel de la Ribera estuvo integrado en la provincia de Toro, siendo desde las Cortes leonesas de 1188 una de las localidades representadas por la ciudad de Toro en Cortes. Se considera que el pueblo vivió su mayor desarrollo económico durante el siglo XVII gracias al cultivo de la vid y la elaboración de vinos que tradicionalmente han sido llevados por toda la geografía española (hoy pertenece a la D. O. Toro).
No obstante, al reestructurarse las provincias y crearse las actuales en 1833, la localidad pasó a formar parte de la provincia de Zamora, dentro de la Región Leonesa, integrándose en 1834 en el partido judicial de Fuentesaúco, dependencia que se prolongó hasta 1983, cuando fue suprimido el mismo e integrado en el Partido Judicial de Zamora.

## Geografía humana

### Demografía
Cuenta con una población de 252 habitantes (INE 2024).
| Gráfica de evolución demográfica de San Miguel de la Ribera entre 1842 y 2021                                         |
| |
| Población de derecho según los censos de población del INE. Población de hecho según los censos de población del INE. |

| 473                        | 441 | 389 | 374 | 291 |
| (Fuente: [cita requerida]) |     |     |     |     |

### Economía

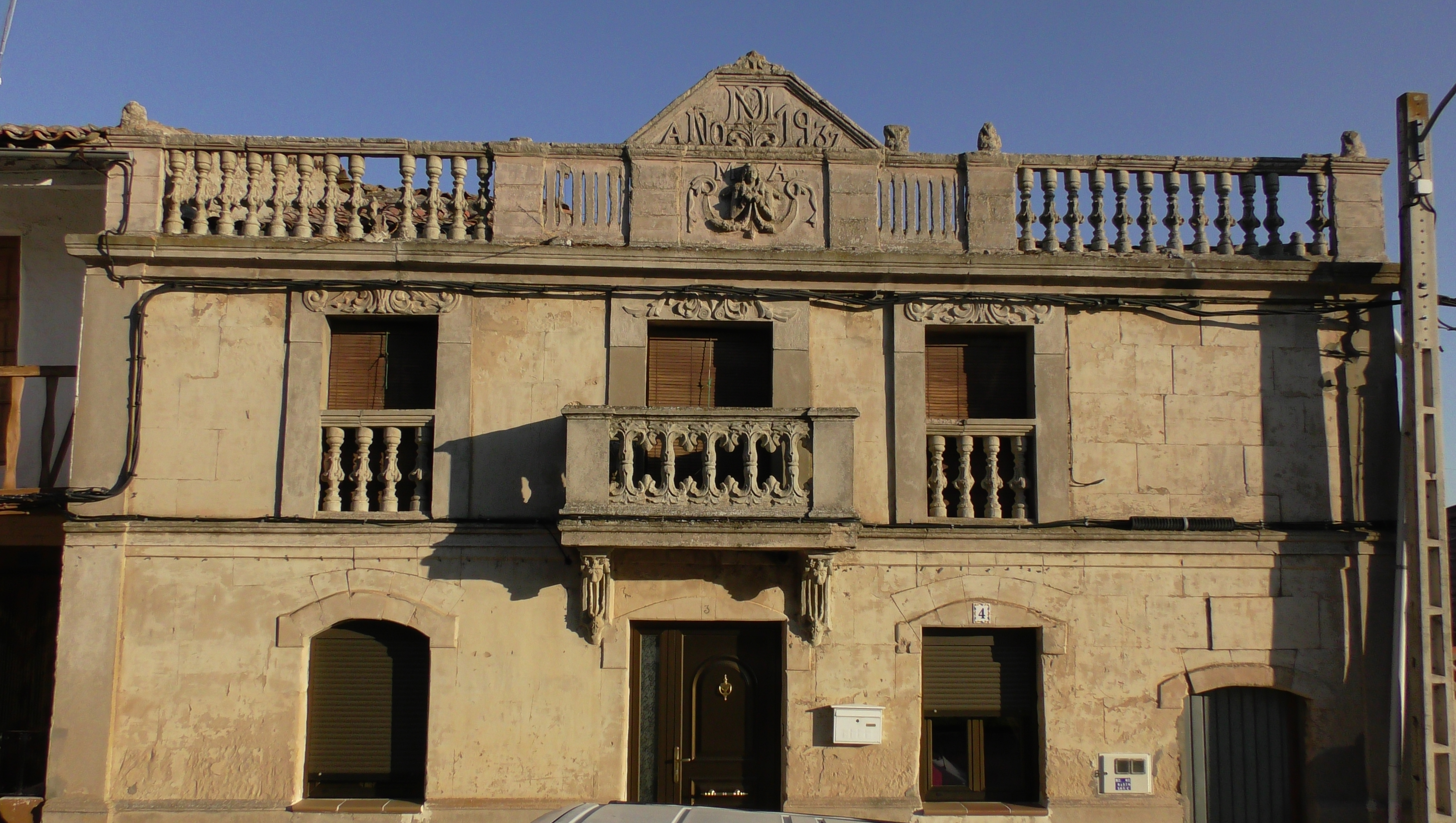
Casa construida en 1937

Su economía se ha basado tradicionalmente en la agricultura destacando especialmente la calidad de sus viñedos en los que se cultivan principalmente las variedades blancas malvasía y moscatel y entre las tintas la garnacha y tinta de Toro. La ganadería ha pasado de un nivel de autoconsumo a explotaciones comerciales.

## Patrimonio monumental

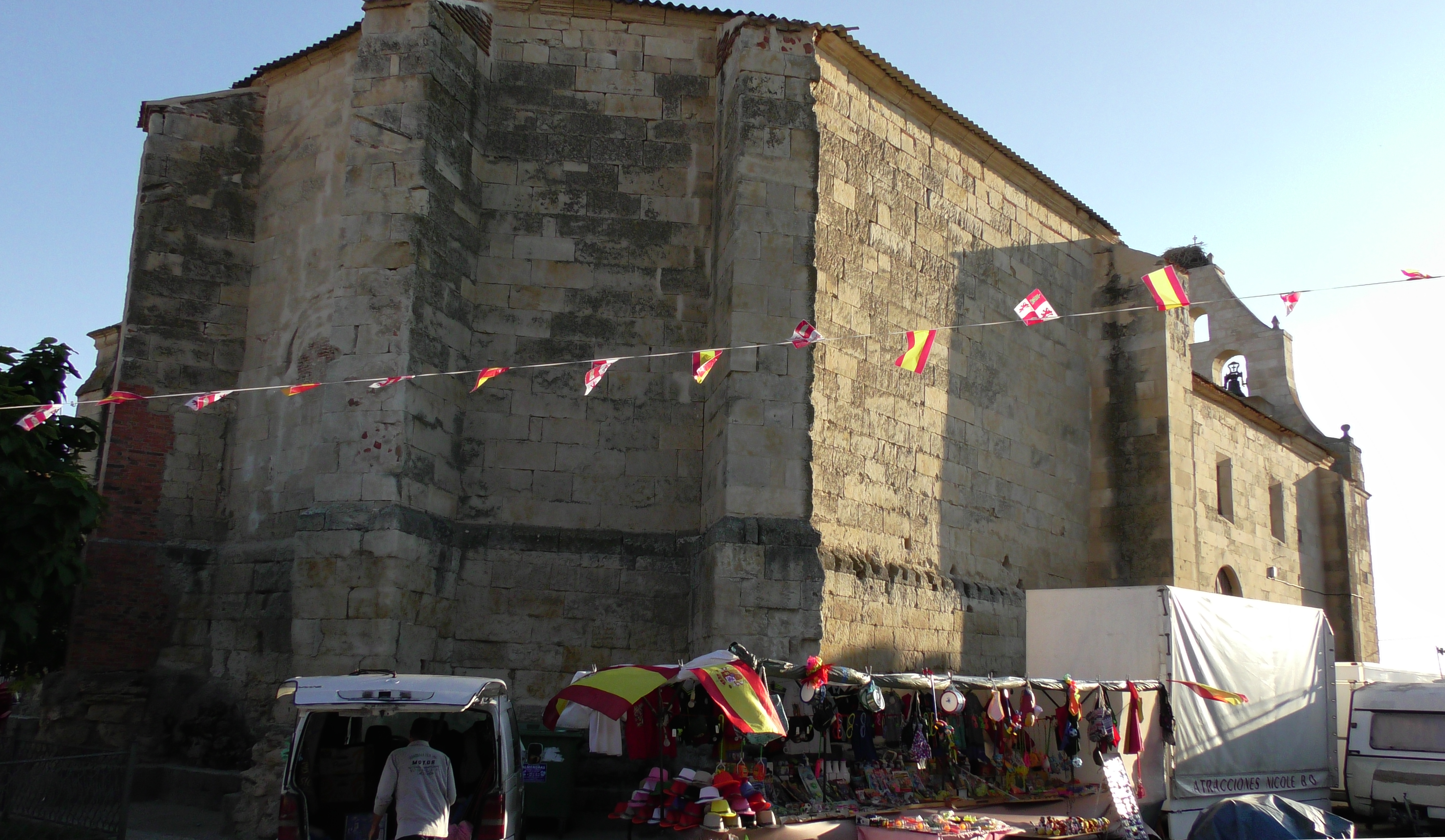
Iglesia de San Miguel de la Ribera.

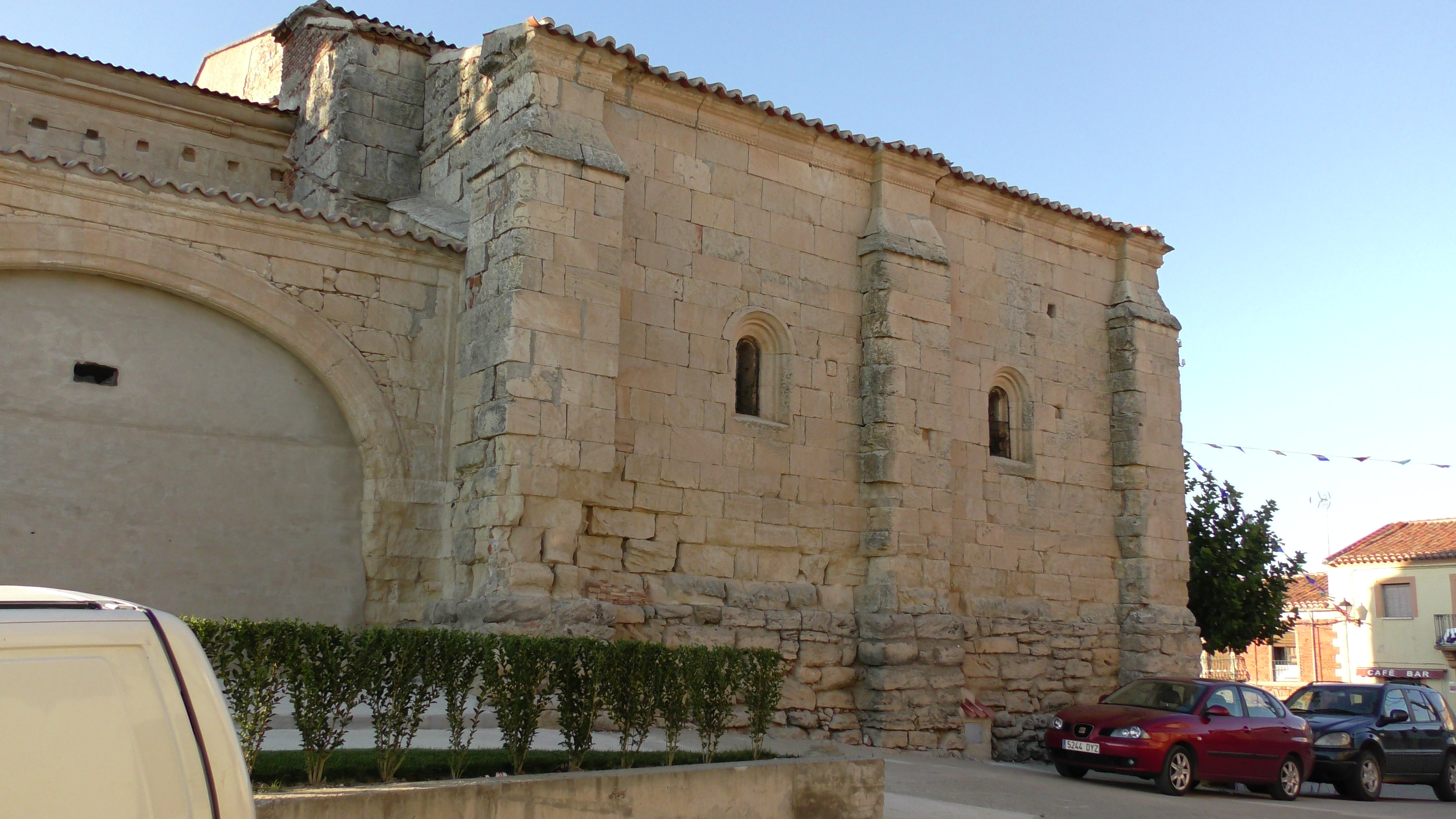
Iglesia de San Miguel de la Ribera.

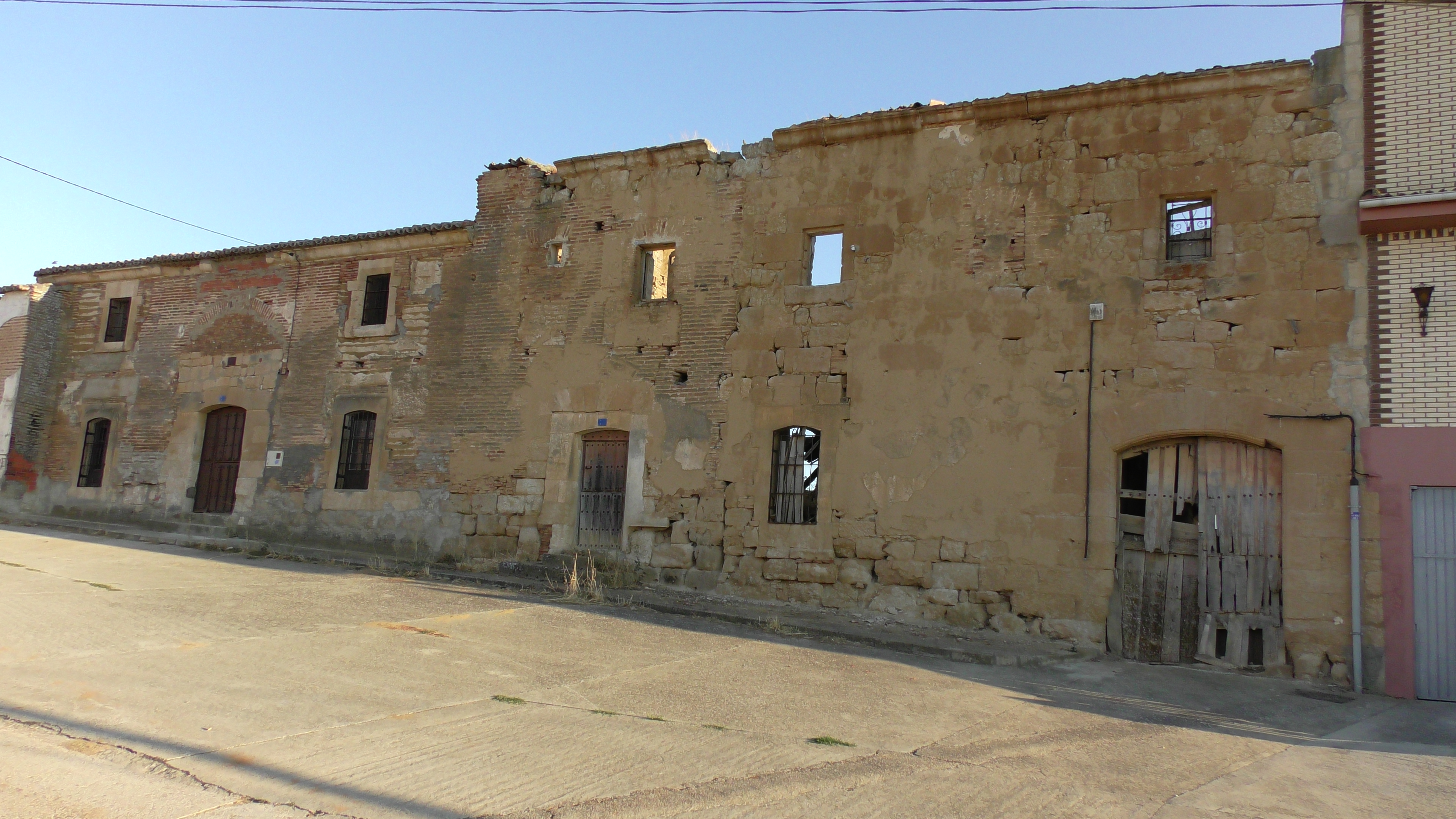
Restos del monasterio de San Pedro de Alcántara.

Destacan en él por su singularidad las ruinas del convento franciscano de Aldea del Palo fundado por San Pedro de Alcántara, auspiciado por Santa Teresa de Jesús sobre una finca de Dª Guiomar de Ulloa hoy de propiedad privada (en ruina)
La obra civil más emblemática era su ayuntamiento. En 1928 se erigió la Casa Consistorial por parte del Alcalde José Rodríguez con el afán de reunir bajo un mismo techo a la población de dividida en dos tendencias políticas. Un edificio soberbio de bella factura de trazos modernistas y proporcionada resolución interior que durante años constituyó la obra civil más emblemática de la población sirviendo de imagen al municipio. Desde él se gobernó el municipio durante la Guerra Civil con el resultado de que no hubo que lamentar ninguna baja entre los vecinos del pueblo. A pesar de haber sido rehabilitado 12 años antes, fue derribado el 14 de junio de 2005, debido a que dicha rehabilitación no resultó todo lo efectiva que se esperaba, bajo el mandato de Raquel Pascual, con el apoyo de toda la Corporación, en contra de la opinión manifiesta de una parte de los vecinos, que se resistían a aceptar la realidad de un edificio muy querido, pero en mal estado.
Hoy un moderno y práctico edificio suple al antiguo, y la tensión, en su momento generada, ha remitido totalmente, discurriendo la convivencia, dentro del Municipio, en total armonía.
Alcalde actual: Raquel Pascual en su tercera legislatura.
Otros alcaldes: José Rodríguez, Cesáreo Pérez (al menos en dos legislaturas) Antolín Galindo (en dos ocasiones), Constantino Avedillo (durante 23 años), Eladio Riesco, Manuel Hidalgo, Dionisio Sánchez, Clodoaldo Mangas, Mario Santos, Efrén Domínguez, Alfredo Tomas Felipe Avedillo y Carmelo Romo.
Ermita del humilladero. Perdió su estructura original de madera con motivo de la última rehabilitación, debido al mal estado de la misma. Parte de sus piedras, no aprovechables, se sustituyeron con material apropiado, habiéndose realizado la rehabilitación a prestación personal, con vecinos de S. Miguel, que quisieron colaborar desinteresadamente, y siempre, bajo la dirección de la correspondiente experta en rehabilitaciones
Iglesia. Edificio de gran envergadura construido en piedra de sillar. Mal conservada y con tejado de uralita. Sin embargo conserva un bello Cristo románico.
Antiguas bodegas picadas en piedra (hay más de 100) hoy en serio peligro de hundimiento por el mal estado de las cañerías y alcantarillas.
Edificio de El Caño. Antiguo lavadero de 1952 en lamentable estado de conservación, existiendo en la actualidad, proyecto para la rehabilitación del mismo.
No hace muchos años fueron construidas dos casas rurales, que se constituyen como una gran elección para escapadas de fin de semana, vacaciones relajantes y todo tipo de celebraciones privadas.
En general el patrimonio histórico y cultural del pueblo se halla muy deteriorado y mal conservado.

## Cultura y fiestas
Sus fiestas mayores se celebran con motivo de la festividad de San Miguel Arcángel el 29 de septiembre, donde son obligatorios los toros, pues es un municipio donde existe una fuerte tradición taurina.
También se celebra una fiesta en honor a San Sebastián, alrededor del 20 de enero.
Otras fiestas son "Las Águedas" y "Los gallos" en febrero en los cuales destacan las "Relaciones de quintos".

## Costumbres de San Miguel de la Ribera
Durante la semana cultural en agosto, es de tradición hacer reuniones y fiestas de quintos cuando cumplen 50 y 60 años. 
Para los jóvenes que en el año hacen los 19, plantan el mayo, corren el bollo, corren el gallo el domingo gordo de carnavales. 
También son otras costumbres las meriendas en las bodegas, la vendimia por septiembre y la matanza del cerdo por Navidad.